# Kunst im Nationalsozialismus

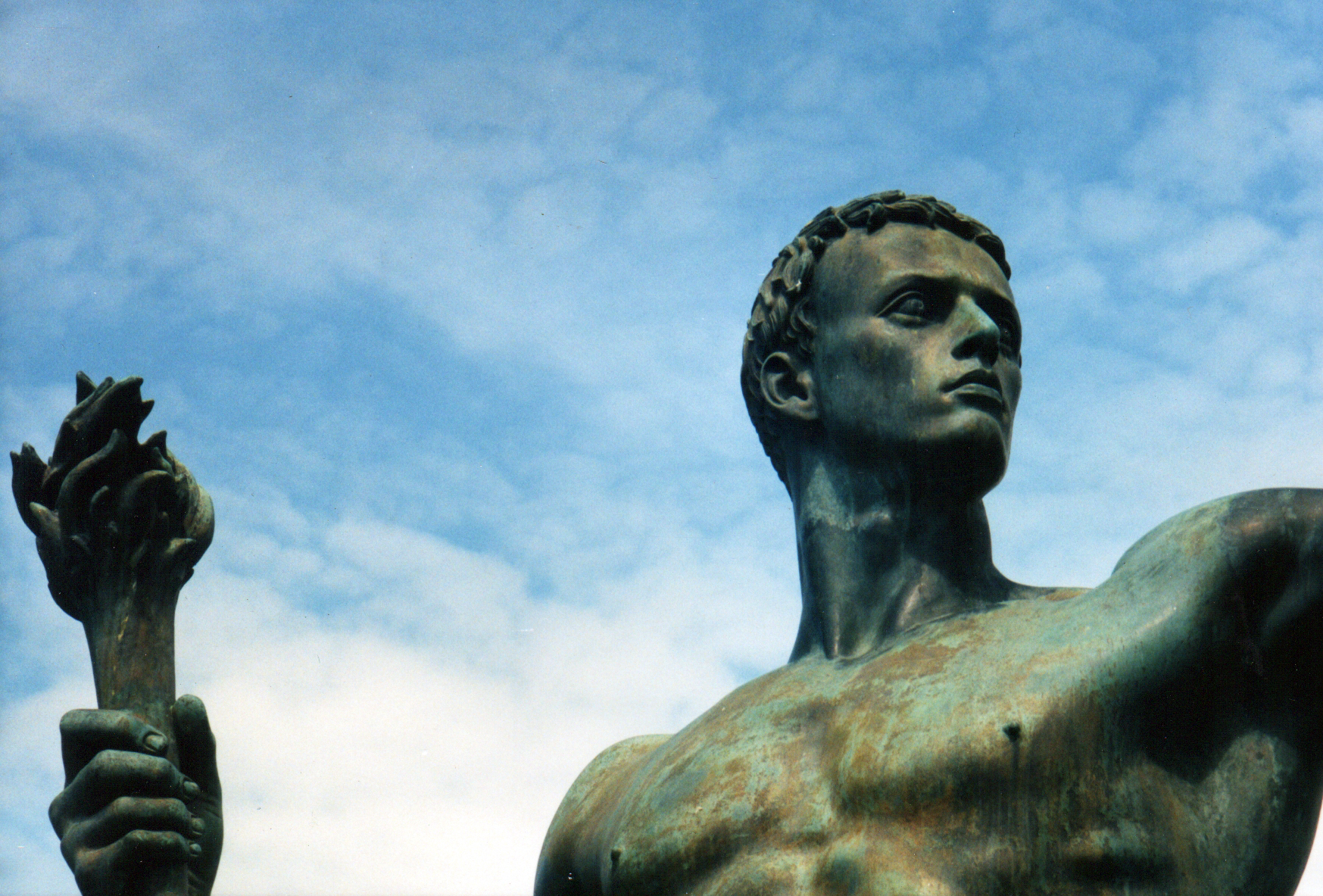
Fackelträger („Die Partei“), bronzene Plastik von Arno Breker, 1939 im Hof der Neuen Reichskanzlei in Berlin aufgestellt

Kunst im Nationalsozialismus bezeichnet keinen einheitlichen Stil oder Richtung. Es handelt sich um einen Sammelbegriff für die in der Zeit des Nationalsozialismus im Deutschen Reich vom nationalsozialistischen Regime akzeptierte und ausgestellte bildende Kunst, die unter dem Namen Deutsche Kunst propagiert wurde. Werke moderner und avantgardistischer Künstler sowie alle Werke von Künstlern mit einem jüdischen Hintergrund wurden als Entartete Kunst bezeichnet, aus den Museen und öffentlich zugänglichen Sammlungen entfernt, teilweise ins Ausland verkauft oder vernichtet bzw. eingelagert.

## Vorgeschichte

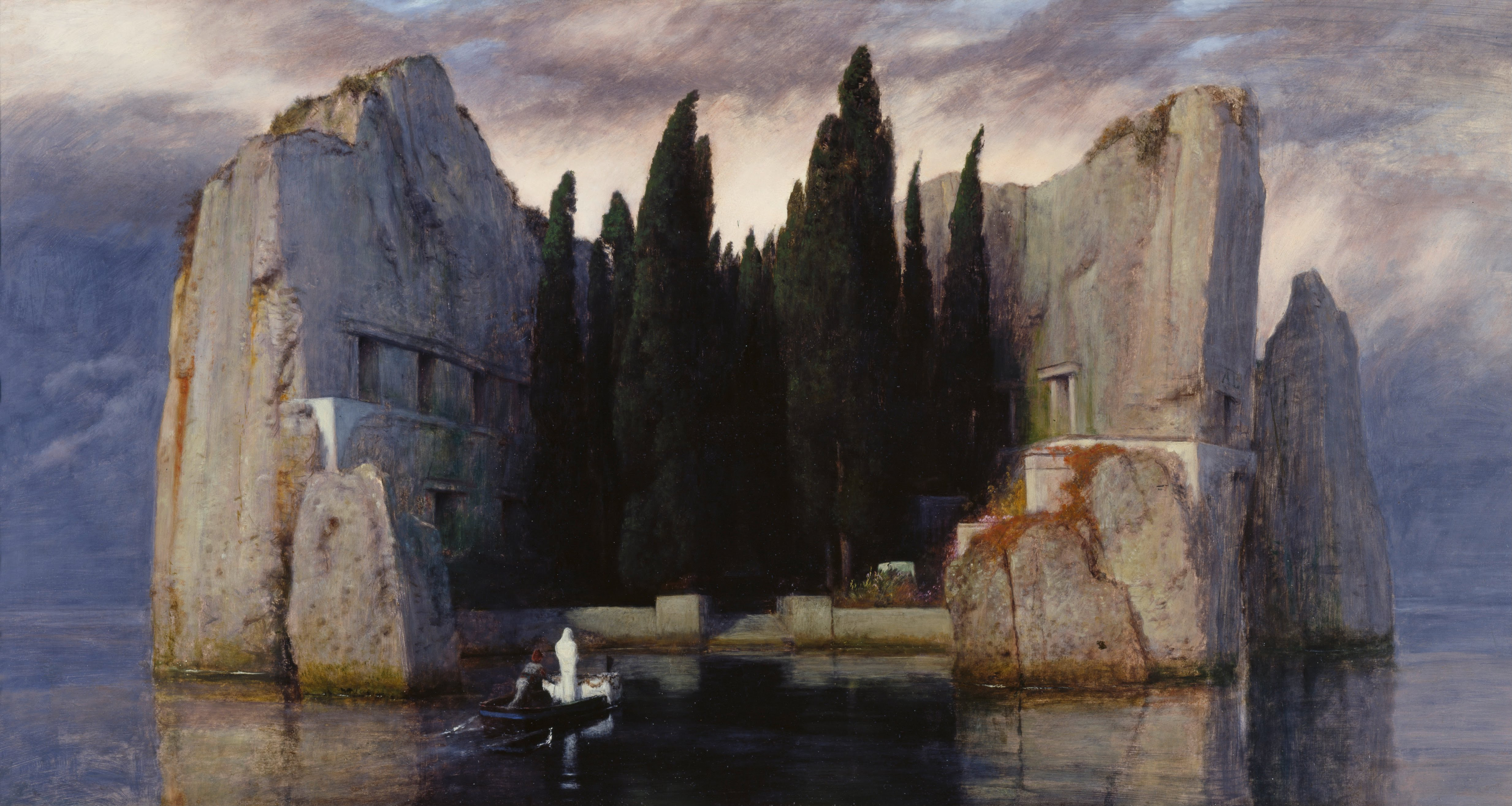
Die Toteninsel, Ölgemälde von Arnold Böcklin, 1883, nach Erwerb durch Hitler 1936 zunächst im Berghof, ab 1940 in der Neuen Reichskanzlei

In der Parteizeitung Völkischer Beobachter schlug Alfred Rosenberg 1922 den Expressionismus als wegweisenden deutschen Stil vor. Dem widersprach heftig Edmund Steppes, der eine Rückwende zur altdeutschen Kunst einforderte, etwa in der Art der Donauschule eines Albrecht Altdorfer.
Adolf Hitler skizzierte 1925 den Grundriss für ein „Deutsches Nationalmuseum“ mit fünf Räumen für Gemälde von Adolph von Menzel, jeweils drei für Moritz von Schwind und Arnold Böcklin, zwei für Anselm Feuerbach, jeweils einen für Wilhelm Leibl und Hans von Marées sowie gemeinsame Räume für weitere Maler des 19. Jahrhunderts. Er hielt, so Albert Speer in seinen Erinnerungen (1969), das „späte 19. Jahrhundert für eine der größten Kulturepochen der Menschheit“.

## Nationalsozialistische Kunst-Konzeptionen

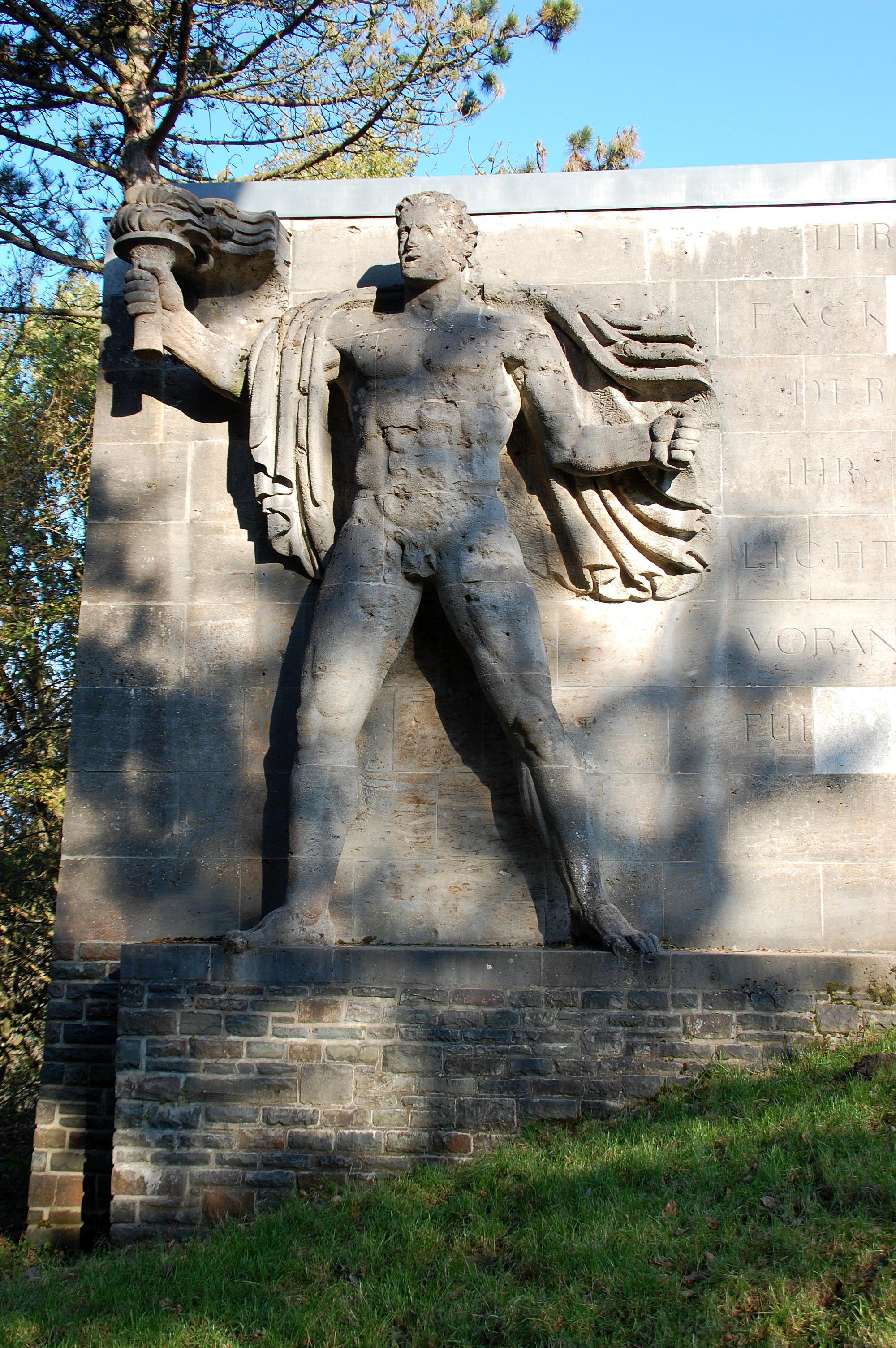
Fackelträger, Muschelkalk-Relief von Willy Meller für die NS-Ordensburg Vogelsang, 1938

In Mein Kampf hatte Hitler schon früh verkündet, dass es angesichts der „krankhaften Auswüchse irrsinniger und verkommener“ Künstler Aufgabe der nationalsozialistischen Führung sein müsse, zu „verhindern, dass ein Volk dem geistigen Wahnsinn in die Arme getrieben werde“. Die „hässliche Kunst“ gehöre in „ärztliche Verwahrung“, in eine „geeignete Anstalt“, da sie eine Gefahr für den gesunden Sinn des Volkes darstelle (Hitler auf einer Kulturtagung der NSDAP, 1. September 1933).
„Kunst ist immer die Schöpfung eines bestimmten Blutes, und das formgebundene Wesen einer Kunst wird nur von Geschöpfen des gleichen Blutes verstanden“, ergänzte Alfred Rosenberg in seinem 1930 erschienenen Buch Der Mythus des 20. Jahrhunderts. Rosenberg beschrieb die Moderne Kunst nach 1918 darin wie folgt:

„Das Mestizentum erhob den Anspruch, seine bastardischen Ausgeburten, erzeugt von geistiger Syphilis und malerischem Infantilismus, als Seelenausdruck darzustellen. Eine gewisse Robustheit zeigte Lovis Corinth, doch verging dieser Schlächtermeister des Pinsels im leichenfarbigen Bastardtum des syrisch [gemeint ist: jüdisch] gewordenen Berlin […] Wir sehen Kulturbolschewismus mit dem Untermenschentum der Kollwitz, Zille, Barlach, der technischen Stümper Nolde, Schmidt-Rottluff, Chagall, im Nihilismus der Dix, Hofer und Grosz […] Juden, nichts als Juden.“

Am 23. März 1933 verkündete Hitler in seiner Regierungserklärung zum Ermächtigungsgesetz: „Blut und Rasse werden wieder zur Quelle der künstlerischen Intuition“.
Die Nationalsozialistische Kunstauffassung war nicht nur durch Ablehnung bestimmter Kunstrichtungen gekennzeichnet, auch inhaltlich wurden Werke abgelehnt: Beispielsweise wurden Werke von Anton von Werner wegen ihrer wertkonservativen Darstellung abgelehnt, obwohl die akademische Malweise dem Nationalsozialismus genehm gewesen wäre. Das Porträt Dame in Schwarz vor einer Vitrine von Ernst Oppler wurde im Bereich der Augen beschädigt, da man die dargestellte Person für eine Jüdin hielt.

## Organisation und Steuerung der Kunst-Entwicklung
Gleich nach der „Machtergreifung“ am 30. Januar 1933 wurde der gesamte Kulturbereich von den Nationalsozialisten zentralisiert und mit einem allumfassenden Kontrollapparat überzogen. Dem am 13. März 1933 errichteten Reichsministerium für Volksaufklärung und Propaganda (Joseph Goebbels) kam dabei eine zentrale Rolle zu. Das neue Ministerium war zuständig „für alle Aufgaben der geistigen Einwirkung auf die Nation, der Werbung für den Staat, Kultur und Wirtschaft, der Unterrichtung der in- und ausländischen Öffentlichkeit über sie und der Verwaltung aller diesem Zweck dienenden Einrichtungen“ (Verordnung Hitlers vom 30. Juni 1933). Mit Gesetz vom 22. September 1933 folgte die Bildung der nach dem Führerprinzip aufgebauten Reichskulturkammer. Sieben Einzelkammern erfassten sämtliche kulturellen Bereiche: Reichsmusikkammer, Reichstheaterkammer, Reichsschrifttumskammer, Reichspressekammer, Reichsrundfunkkammer, Reichsfilmkammer und Reichskammer der bildenden Künste. Berufsausübung war jetzt nur noch den Mitgliedern dieser Kammern gestattet; Voraussetzungen für eine Aufnahme waren u. a. die deutsche Staatsangehörigkeit und „arische“ Abstammung. Jüdische, kommunistische und „unerwünschte“ Künstler wurden als „entartet“ aus ihren Ämtern gedrängt und erhielten Berufsverbot (u. a. Käthe Kollwitz, Ernst Barlach, Otto Dix, George Grosz, John Heartfield usw.). Sehr viele Kulturschaffende verließen dieses Deutschland, gingen ins Exil, oder – sofern noch geduldet – resignierten in innerer Emigration. Jüdische Künstler, denen die Ausreise aus Deutschland nicht gelang, wurden im Holocaust ermordet. Außerdem gab es Künstler, von denen Arbeiten beispielsweise in der Ausstellung „Entartete Kunst“ 1937 gezeigt wurden, die aber dennoch dem Nationalsozialismus anhingen wie Emil Nolde und Franz Radziwill.
Die Besetzung großer Teile Europas wurde als Chance gesehen, im großen Stil Kunst zu erwerben. Der Direktor des Wallraf-Richartz-Museums verkaufte 630 Werke, um Diebesgut zu kaufen. Dazu bezeichnete er die eigenen Werke als „geringwertig“ oder „wertlos“, darunter so unterschiedliche Werke wie eines von Max Liebermann und eine großformatige Landschaft von August Weber.

## Nationalsozialistische Repräsentationsbauten und damit verbundene Skulpturen

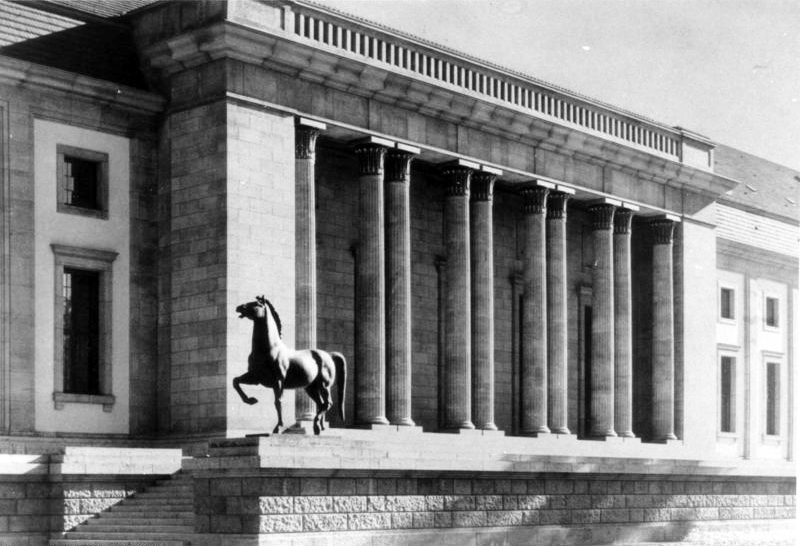
Schreitende Pferde, bronzene Plastik von Josef Thorak, 1939 vor der Neuen Reichskanzlei aufgestellt. Kunst am Bau wurde hier exemplarisch gezeigt.

Als die Nationalsozialisten im Januar 1933 die Macht übernommen hatten, setzte – mittels staatlicher Kreditschöpfung und öffentlicher Bauaufträge – eine umfangreiche Bautätigkeit ein. Es wurden vor allem Staats- und Parteibauten, die überwiegend der Selbstdarstellung der NSDAP dienen (Repräsentationsarchitektur), mit teils gigantischen Ausmaßen, errichtet. Die öffentlichen Bauaufträge boten darüber hinaus die Möglichkeit, die hohe Arbeitslosigkeit zu mindern und die Konjunktur zu beleben.
So wurde etwa der Königsplatz in München, ab 1933 zum „Parteiforum“ umgestaltet, zahlreiche neue Gebäude errichtet: „Haus der Deutschen Kunst“, „Führerbau“, „Verwaltungsbau der NSDAP“, „Ehrentempel“ (für die Toten des versuchten Hitlerputsches vom November 1923) gehören zu den frühesten Architekturprojekten der Nationalsozialisten. Das Reichsparteitagsgelände in Nürnberg wurde unter Albert Speers Leitung zum größten Bauplatz Deutschlands (30 km² Gesamtfläche / 16,5 km² bebaute Fläche) mit „Märzfeld“, „Zeppelinfeld“, „Deutsches Stadion“ und „Kongresshalle“. Es sollte eine Anlage entstehen, „im gewaltigsten Ausmaß…ein Dokument stilbildender Art“ (Adolf Hitler). Ein „Wort aus Stein“ (Adolf Hitler).
Die Bauwerke wurden in die Sphäre des architektonischen Kunstwerkes erhoben. „Niemals wurden in der deutschen Geschichte größere und edlere Bauwerke geplant, begonnen und ausgeführt als in unserer Zeit.“ (Adolf Hitler 1938) Bildhauerei, baugebundener Plastik kam dabei eine bedeutende Rolle zu. Die Plastiken von beispielsweise Arno Breker oder Josef Thorak sollten „mit der würdigen Architektur zusammen einen hoheitsvollen Eindruck ergeben.“ Das Gesetz über Kunst am Bau – es besteht in veränderter Form noch heute – schrieb einen Prozentsatz der Bausumme von öffentlichen Bauten für Kunst vor. Josef Thorak wurde als „Staatsbildhauer“ gesehen und bezeichnet.
Nach einem Tagebucheintrag von Joseph Goebbels galt Fritz Klimsch als „der reifste unter unseren Plastikern. Ein Genie. Wie er den Marmor behandelt.“ Hitler setzte Klimsch auf die Sonderliste der Gottbegnadetenlisten und sah ihn unter den zwölf wichtigsten bildenden Künstlern.

## Programmatische Ausstellungen
Das „Haus der Deutschen Kunst“ in München wurde am 18. Juli 1937 im Rahmen eines „Tags der Deutschen Kunst“ mit der ersten „Großen Deutschen Kunstausstellung“ eröffnet. Die Werke waren von einer Kommission von Kunstpolitikern ausgesucht worden, an ihrer Spitze der Präsident der Reichskammer der Bildenden Künste Adolf Ziegler. Auch Hitler war an der Auswahl beteiligt. Diese Ausstellung war als Verkaufsausstellung gedacht. Damit sollten die Künstler der auf der Blut-und-Boden-Ideologie basierenden „Deutschen Kunst“ gefördert werden. Die Ausstellung wurde bis 1944 jedes Jahr wiederholt. Eine Liste der ausgestellten Künstler enthält der Artikel Große Deutsche Kunstausstellung.
Hitler hielt bei der Eröffnungsausstellung am 18. Juli 1937 eine programmatische Rede, in der er unter anderem ausführte:

„Bis zum Machtantritt des Nationalsozialismus hat es in Deutschland eine sogenannte moderne Kunst gegeben, d. h. also, wie es schon im Wesen des Wortes liegt, fast jedes Jahr eine andere. Das nationalsozialistische Deutschland will wieder eine deutsche Kunst, und diese soll und wird wie alle schöpferischen Werte eines Volkes eine ewige sein.“

Zusätzlich wurde in München bis 1939 der jährliche „Tag der Deutschen Kunst“ abgehalten. Verbunden damit war die Verleihung von Titeln zur Auszeichnung von Personen aus der Kunstszene durch Hitler.
Parallel zur ersten Großen deutschen Kunstausstellung fand einmalig ebenfalls in München die Ausstellung „Entartete Kunst“ statt, die am 19. Juli 1937 eröffnet wurde. Damit grenzte sich die NSDAP mit ihrer Kunstauffassung auf polemische Art und Weise von der als Entartete Kunst bezeichneten Auffassung ab, vor allem vom Expressionismus der Zwanziger Jahre.
Nach 1945 gab es in der Kunstgeschichte und den Medien kaum eine inhaltliche Auseinandersetzung darüber, was „nationalsozialistische Kunst“ sei. Zahlreiche Werke wurden nicht mehr gezeigt und auch nicht abgebildet. Das Zentralinstitut für Kunstgeschichte machte alle elftausend Arbeiten aus den Münchener NS-Ausstellungen im Oktober 2011 online zugänglich, um eine gesellschaftliche und kunstgeschichtliche Debatte zu ermöglichen.

## Darstellungen/Motive in der Malerei

Übergang am Oberrhein, Ölgemälde von Wilhelm Sauter, 1942 auf der Großen Deutschen Kunstausstellung gezeigt[16]
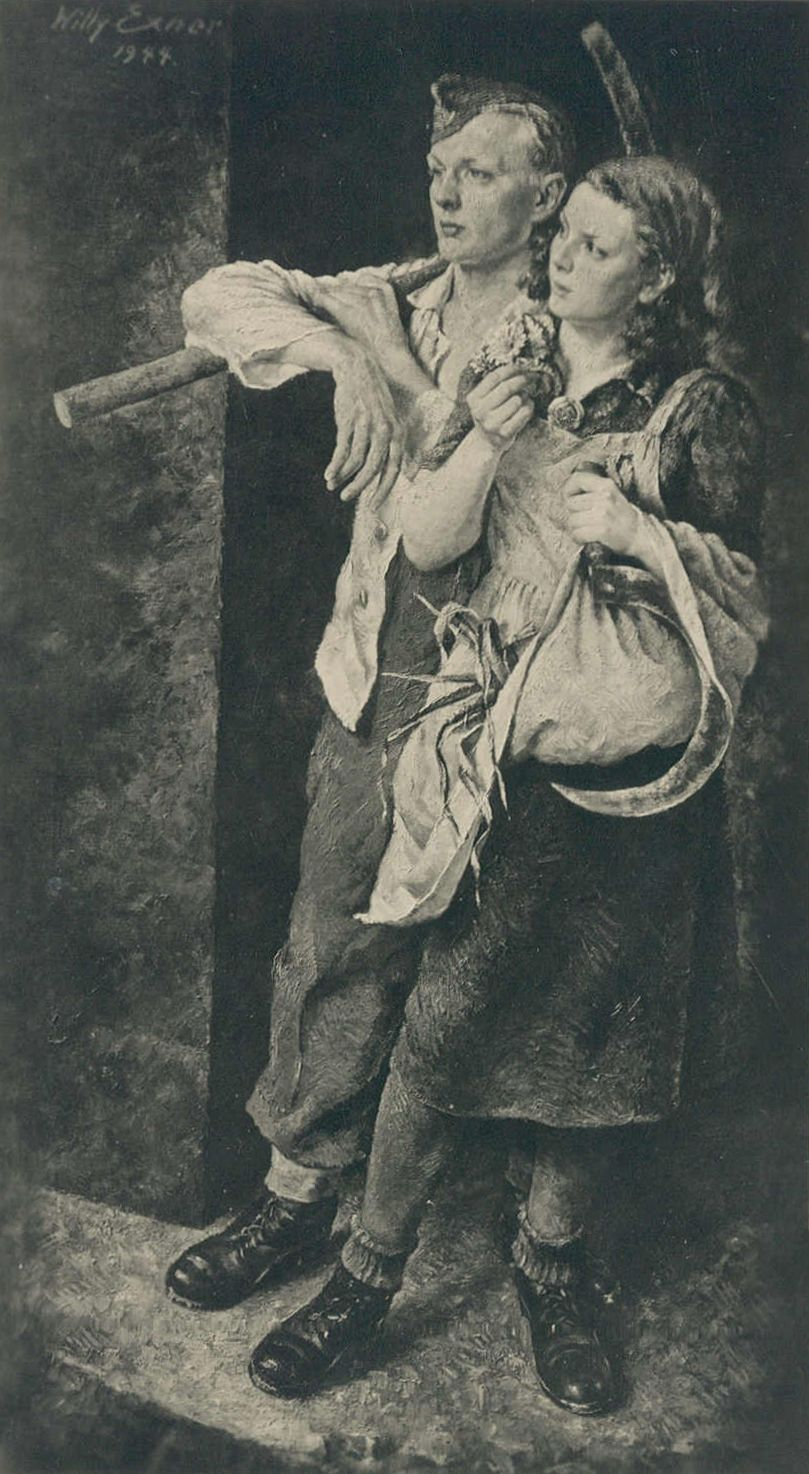
Jugend der Arbeit, Ölgemälde (hier eine Ansichtskarte) von Willy Exner, 1944 auf der Kunstschau des Reichsarbeitsdienstes in Prag gezeigt
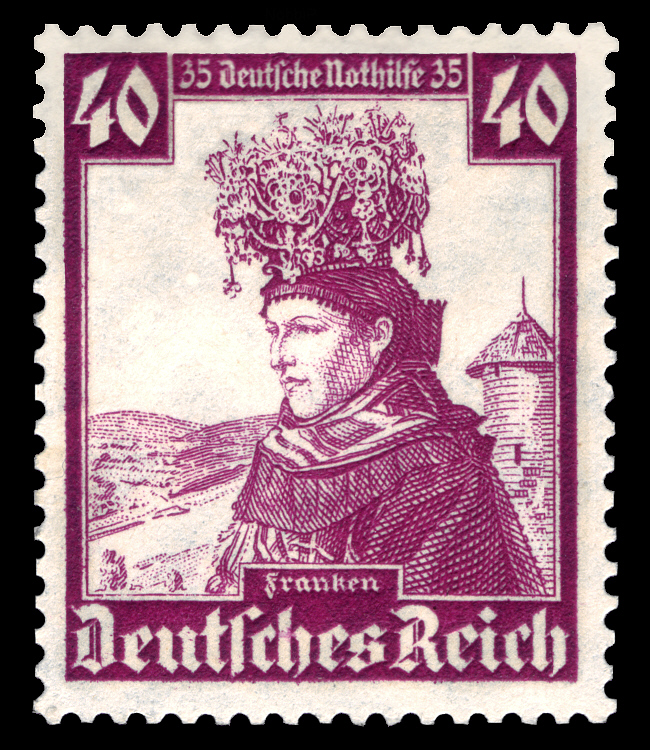
Briefmarkenserie Deutsche Nothilfe, Trachten, Franken, 1935, Stichtiefdruck, Entwurf Karl Diebitsch

Kunst im Dritten Reich ist im Stil des Romantischen Realismus und ist auf klassischen Modellen basiert. Während die Nationalsozialisten moderne Arten von Kunst verboten, bevorzugten sie Gemälde, die die Ideen von „Blut und Boden“, wie Rassenreinheit, Militarismus, und Gehorsamkeit, darstellten. Andere populäre Themen für die Nationalsozialisten waren: das arbeitende Volk auf den Feldern, eine Rückkehr zu den einfachen Tugenden der Heimat, die männlichen Tugenden im Kampf der Nationalsozialisten, und das Lob der auf Schwangerschaft, Kindererziehung, und das religiöse Herz der Nation zu halten begrenzten Rolle der Frau (zusammengefasst in der Phrase Kinder, Küche, Kirche). Solche Gemälde, wie Leichlingen Blick auf die Kathedrale (Werner Peiner), Frühmorgen in Der Eifel (Werner Peiner), Deutsche Frau (Conrad Hommel), und Förster (Adolf Wissel), zeigten „akzeptierte“ Themen der Nationalsozialistenpartei.
Die Nationalsozialistentheorie lehnte „Materialismus“ explizit ab. Trotz der realistischen Behandlung der Bilder wurde „Realismus“ als ein Begriff selten benutzt.  Die Idee dahinter war, dass Maler ein idealistisches Bild für die Ewigkeit schufen. Die Bilder von Männern, und noch mehr von Frauen, waren mit körperlicher Perfektion in Aktgemälden hochgradig stereotyp. Antisemitische Gemälde, wie Um Haus und Hof (ein jüdischer Spekulant enteignet ein älteres Paar), existieren, doch gab es sie selten, weil die Gemälde auf „einer höheren Ebene“ sein sollten. Gemälde, die explizit politisch waren, waren ebenfalls selten. Heroische Bilder waren dagegen oft die Zielscheibe von Kritikern: „Das heroische Element fällt auf. Der Arbeiter, der Bauer, der Soldat sind die Themen…heroische Themen dominieren sentimentale [Themen]“.
Mit dem Beginn des Krieges gab es mehr und mehr Kriegsgemälde. Die Bilder waren romantisiert und zeigten heroischen Verlust und Sieg. Gemälde, die Landschaften zeigten, überwogen die Kunstszene während des Zweiten Weltkrieges. Auch waren die Gemälde der Künstler, die von Kriegsdienst befreit waren, allen wegen ihrer Themen (Landschaften oder anderen pazifistischen Themen) bekannt. Sogar Hitler und Goebbels fanden die Themen der neuen Gemälde enttäuschend, weil die Gemälde keine „akzeptierten“ Themen der Nationalsozialistenpartei zeigten. Goebbels versuchte eine gute Perspektive zu finden, mit der Ausführung, dass die Gemälde zeigten „ein Beseitigten der Felder und dass die verzweifelten Zeiten viele Talente im politischen Leben und nicht kulturellen Leben anlockten“.

## Programmatische Zeitschrift
Ab Januar 1937 gab Alfred Rosenberg die monatliche Zeitschrift Die Kunst im Dritten Reich heraus. Sie erschien vom August 1939 unter dem Titel Die Kunst im Deutschen Reich. Hauptschriftleiter war der Kunstjournalist Robert Scholz. Die Zeitschrift hatte ein sehr großes Format und enthielt zahlreiche Abbildungen. Zu der jährlichen großen Kunstausstellung kam jeweils eine Doppelnummer heraus.

## Hochschulschriften
- Tobias Ronge: Das Bild des Herrschers in Malerei und Grafik des Nationalsozialismus: eine Untersuchung zur Ikonografie von Führer- und Funktionärsbildern im Dritten Reich (= Kunstgeschichte, Band 89), Lit, Berlin / Münster 2010, ISBN 978-3-643-10856-2 (Dissertation Universität Tübingen 2009, III, 543 Seiten mit Illustration, 22 cm).
- Elisabeth Vorderwülbecke: Heimat – Region – Nation: Kunst im Nationalsozialismus am Beispiel Schleswig-Holstein, drei Bände, 1994, DNB 949819352:
  - Teil 1: 1994, DNB 949819417 198 Seiten, 30 cm
  - Teil 2: 1994, DNB 949819425 S. 199–423, 30 cm
  - Teil 3: 1994, DNB 949819433 253 Seiten, überwiegend mit Illustrationen, Kt., 30 cm